# Chiesa di San Felice (Gorlago)
La chiesa di San Felice è un luogo di culto cattolico di Gorlago in località Bettole, risalente al IX secolo, prima chiesa presente sul territorio rurale.

## Storia
La piccola chiesa dedicata a san Felice è la più antica del territorio di Gorlago, la prima edificata e la prima a essere elevata a parrocchiale citata già in una pergamena dell'886. Il documento è un atto di compravendita che fu redatto all'interno dell'oratorio stesso detto in Gurlaco. Questo indica la presenza di una comunità nella contrada Bettole già nel primo millennio, sicuramente un complesso rurale.
Nel 1180 la chiesa di San Felice, ottenne l'autonomia religiosa a parrocchiale con decreto del vescovo di Bergamo Guala, come molte altre località del territorio. La chiesa rimase sede parrocchiale della comunità di Telgate fino alla costruzione della grande chiesa di San Pancrazio nel 1316. Con la costruzione del nuovo edificio di culto, la chiesa di san Felice fu declassata e passata a proprietà privata.

## Descrizione
La chiesa non ha mantenuto la struttura originaria, essendo stata dimezzata nella sua lunghezza, per dare spazio alla strada che la costeggia, con la modifica del fronte principale. La facciata è anticipata da un breve marciapiede in ciottolato delimitato da cordolo in pietra.  La copertura a mattoni ha sostituito quella antica lignea. La facciata a capanna, composta da borlanti di misure differenti assemblati senza particolare cura sono riferibili alla ricostruzione. Centrale ospita l'ingresso principale con contorno in pietra e una lunetta superiore con contorno in laterizio. Due monofore archiacute laterali complete d'inferiate hanno il contorno in laterizio così il piccolo rosone posto nella parte superiore centrale. La parete laterale a settentrione conserva due monofore identiche a quelle sulla facciata inseriti in arconi sfondati.
L'interno conserva affreschi del Cinquecento raffiguranti nella zona absidale la Crocifissione e i santi Antonio abate e Andrea apostolo posti su tela con la tecnica dello strappo, non tutte le opere pittoriche che ornavano la chiesa sono state recuperate.